# Franz Erdmann (Sachsen-Lauenburg)
Franz Erdmann von Sachsen-Lauenburg (* 25. Februar 1629 in Theusing; † 30. Juli 1666 in Schwarzenbek) war von 1665 bis 1666 Herzog von Sachsen-Lauenburg und kaiserlicher Generalfeldmarschall.

## Leben
Franz Erdmann war der älteste Sohn des Herzogs Julius Heinrich von Sachsen-Lauenburg (1586–1665) aus dessen zweiter Ehe mit Elisabeth Sophie (1589–1629), Tochter des Kurfürsten Johann Georg von Brandenburg und verwitwete Fürstin Radziwill. Der Prinz wurde in der lutherischen Lehre erzogen, obwohl sein Vater zum Katholizismus konvertiert war.
Franz Erdmann diente während des Dreißigjährigen Kriegs sowohl in der schwedischen Armee als Generalmajor gegen Polen als auch im kaiserlichen Heer als Generalfeldmarschall im Krieg gegen Frankreich.
Franz Erdmann heiratete 1654 seine Cousine Sibylle Hedwig (1625–1703), Tochter des Herzogs August von Sachsen-Lauenburg. In Groß Grönau ließ er im selben Jahr das Schloss Fürstenhof errichten, später legte er in diesem Ort, den er zu seiner Residenz machte, auch eine Münze und eine Buchdruckerei an und stattete die St.-Willehad-Kirche mit einer neuen Kanzel und einem repräsentativen Fürstengestühl aus.
Da Franz Erdmann um 1655 vom Katholizismus zum Luthertum konvertierte, bestimmte sein Vater Julius Franz als Erbe seiner böhmischen Besitzungen.
Er folgte seinem Vater 1665 als Herzog von Sachsen-Lauenburg, regierte aber kein volles Jahr, bevor er starb. In seine Regierungszeit fällt der Aufstand Lübecker Handwerker von 1665, der auch auf das Herzogtum Lauenburg übergriff, und die Verschärfung von Hexenverfolgungen mit zunehmenden Hinrichtungen.
Unter dem Gesellschaftsnamen Der Fortwuchernde wurde er als Mitglied in die literarische Fruchtbringende Gesellschaft aufgenommen.
Franz Erdmanns Ehe blieb kinderlos, als Herzog folgte ihm deshalb sein jüngerer Halbbruder Julius Franz.